# Postes d'alerte de la frontière est de la Belgique
Les Postes d'alerte de la frontière est de la Belgique sont une série d'édifices légers de surveillance et d'alerte disposés tout le long de la frontière est de la Belgique afin de prévenir de l'invasion du pays par l'Allemagne nazie, prévue et redoutée, qui eut finalement lieu en mai 1940.

## Histoire

### Construction
La construction de ces postes se fit principalement entre 1937 et 1940 mais certains furent construits un peu avant.

### Vestiges
La plupart des postes ont été détruits lors de l'invasion allemande de mai 1940 et, pour ceux qui ont survécu à la Seconde Guerre mondiale et au temps, peu sont encore debout aujourd'hui, malgré des actions de certains citoyens désireux de préserver ce patrimoine, comme par exemple le long combat pour la sauvegarde du poste 82, à Sterpenich, qui s'est achevé fin avril 2014 par la destruction du petit baraquement.  De nos jours, 10 postes subsistent encore et on retrouve encore les ruines de certains postes.

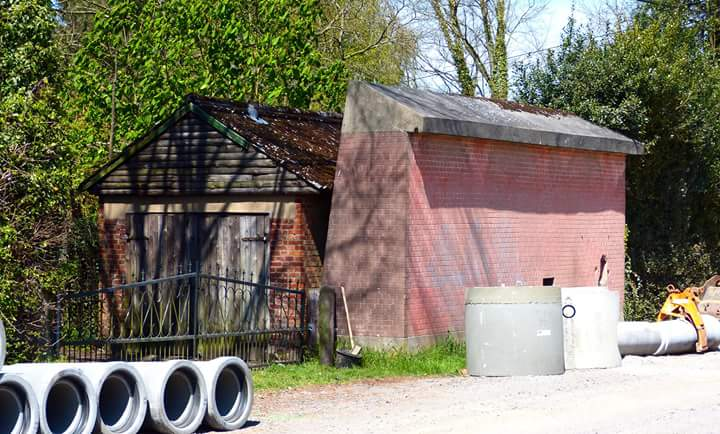
PA17 de La Calamine avec son mur de renfort.
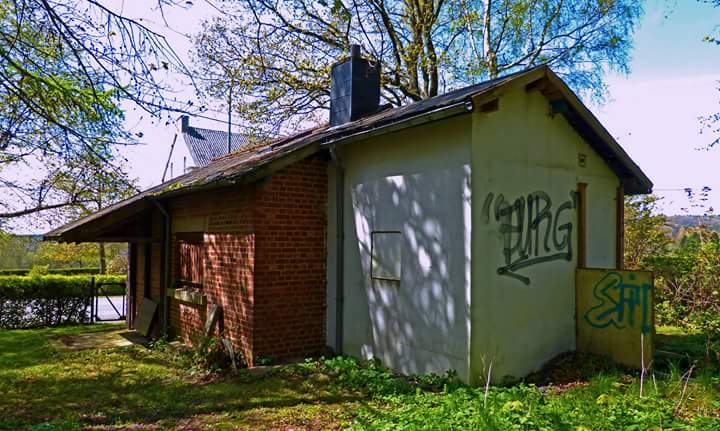
PA18 à Hauset.
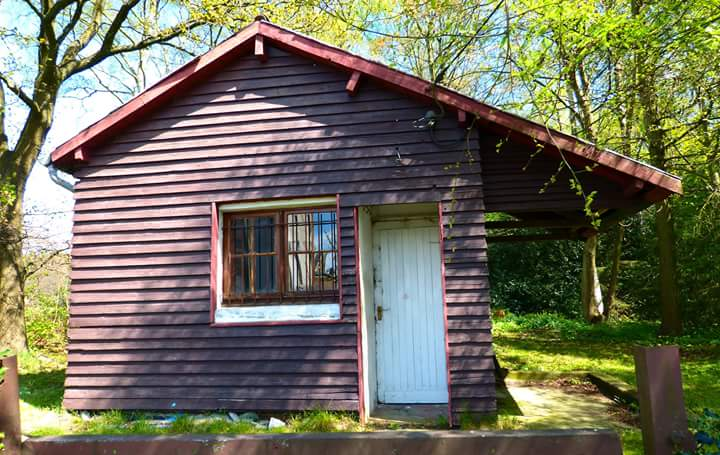
PA18 à Hauset.
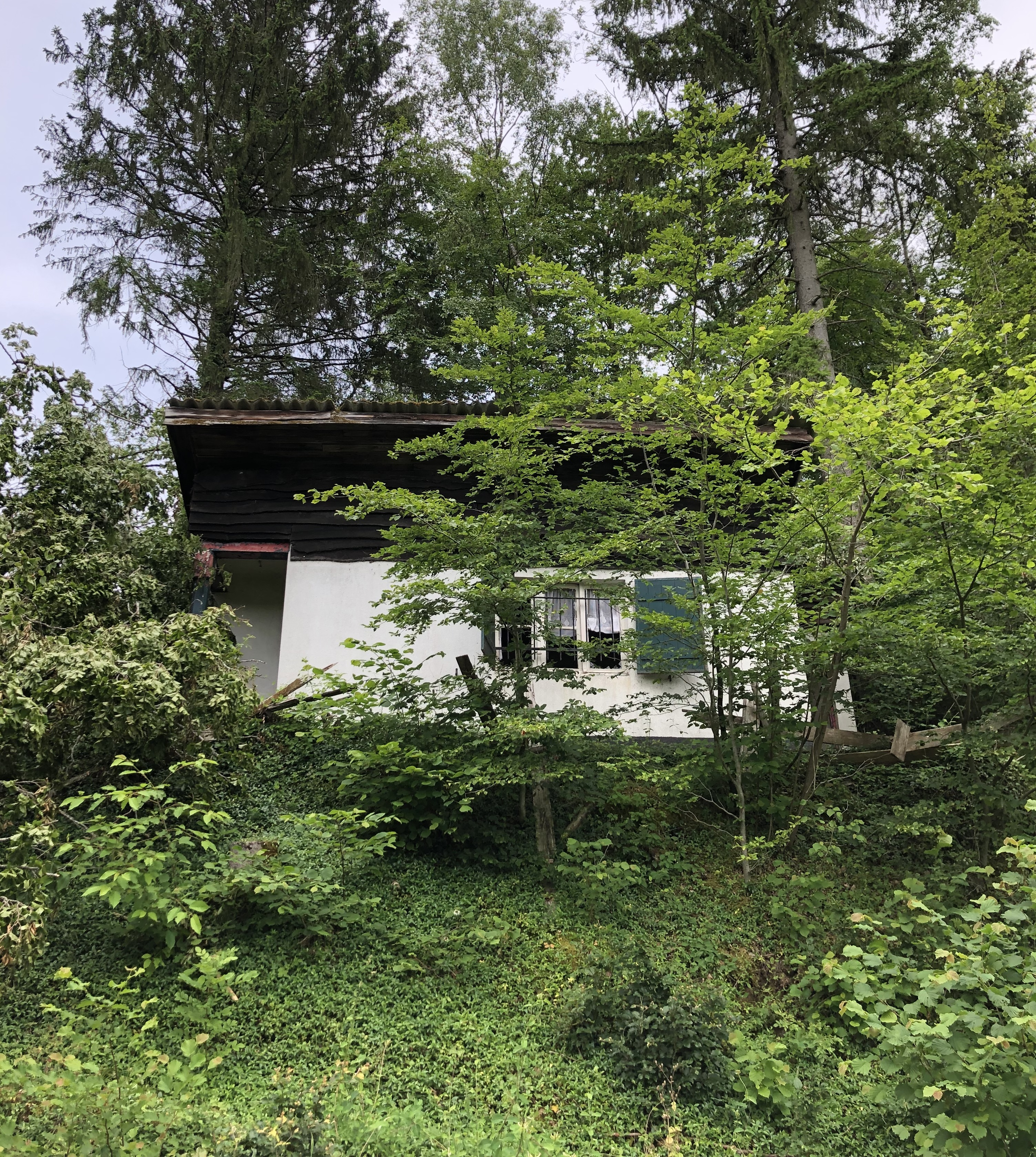
PA78 à Arlon (Bonnert).
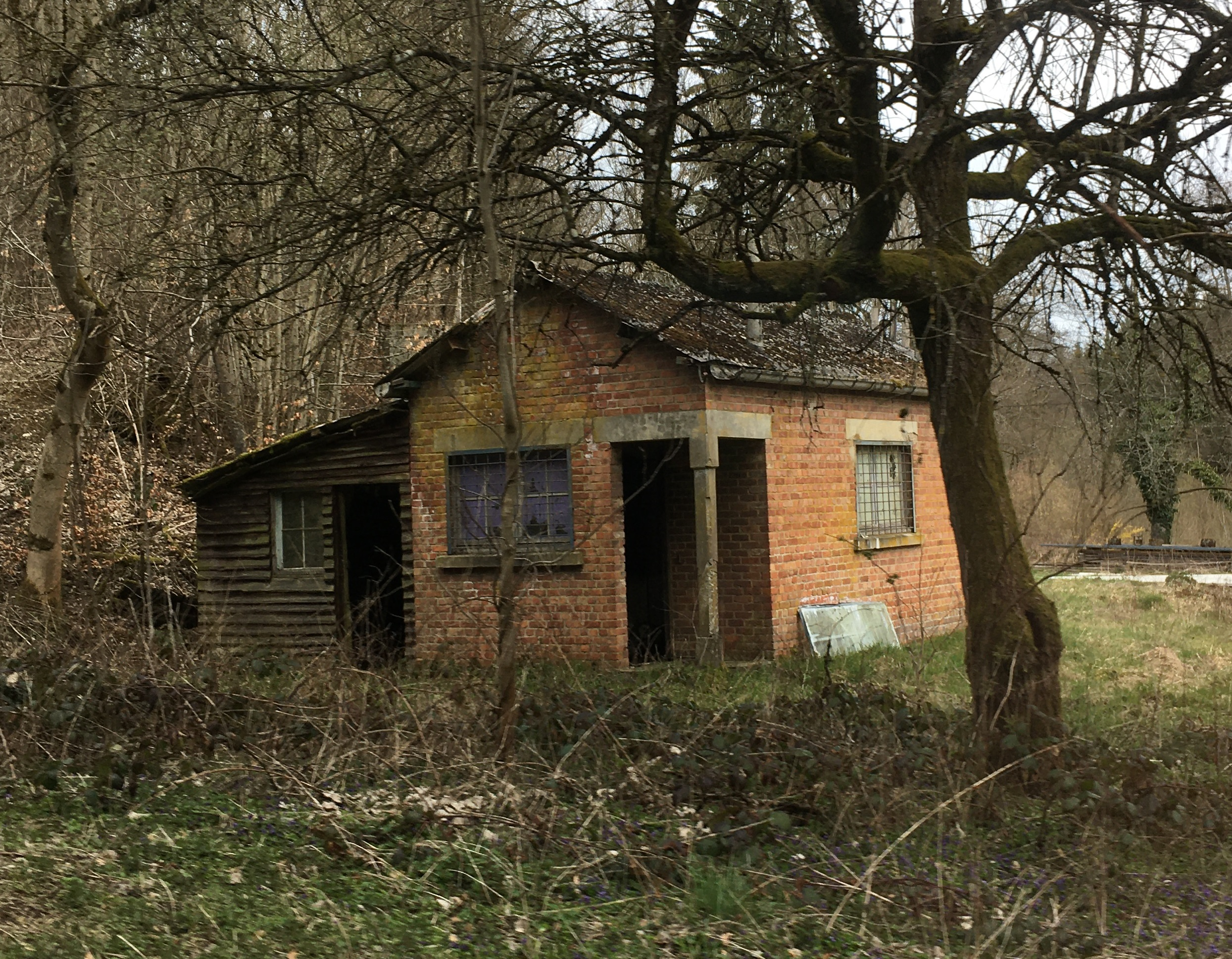
PA79 à Arlon (Gaichel).
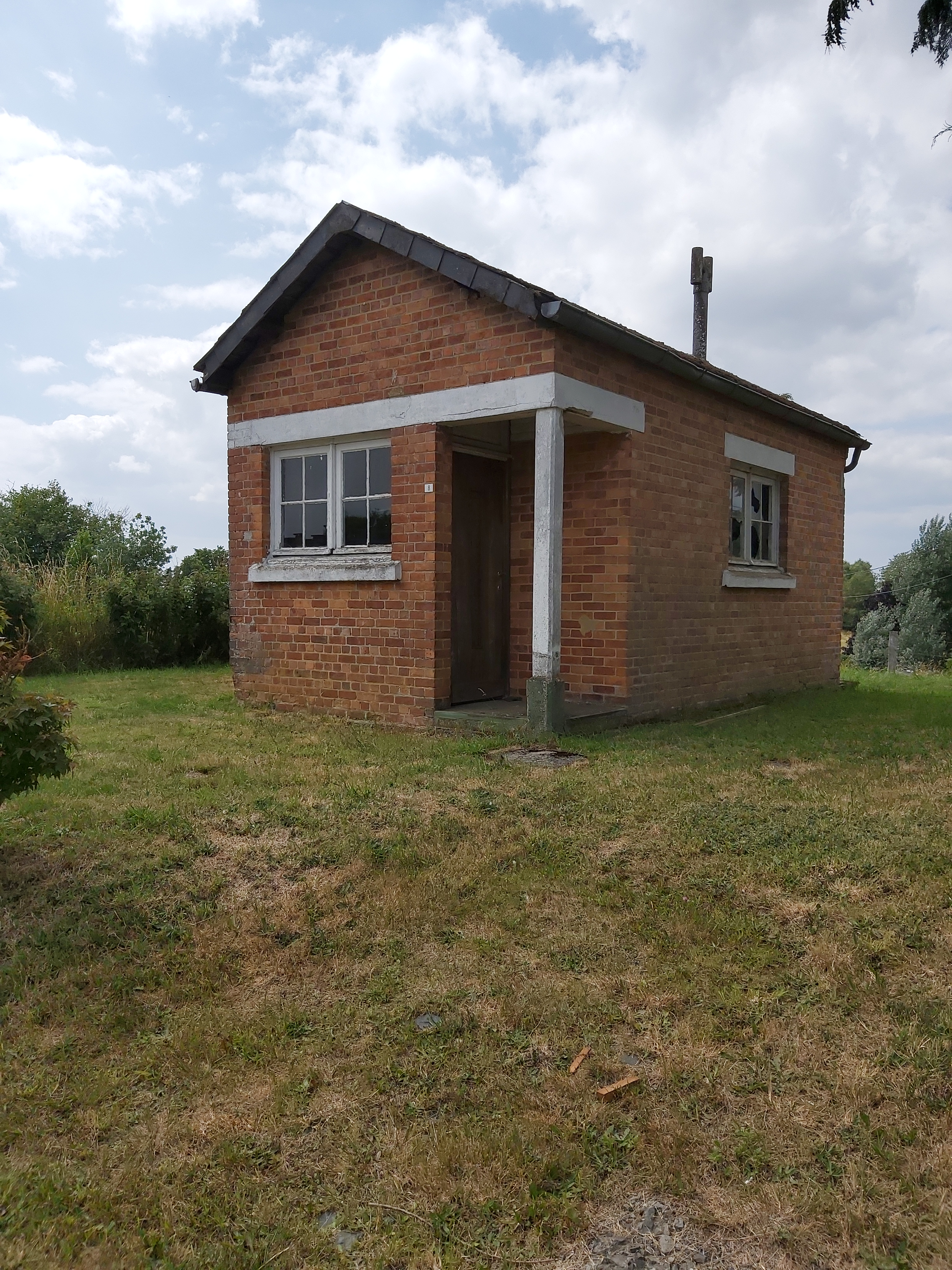
PA62 à Houffalize (Buret)

## Caractéristiques
Il s'agit principalement de petits abris en briques disposés sur un socle de béton. Ils ont été dimensionnés pour être occupés par un gradé et quatre hommes.
Les postes d'alerte étaient munis d'un poste radio ES (émetteur de sécurité) disposant d'un jeu de 4 disques (bien que certaines sources parlent de seulement deux disques, un d'exercice, un pour l'alerte réelle).  L'un d'entre eux signifiant l'alerte d'invasion du territoire, un autre le passage d'avions survolant la frontière, un troisième était un disque dit d'exercice.  Ces signaux pouvaient être captés à l'aide d'un radio RS (récepteur de sécurité) de marque SBR (Société belge de Radio) dont étaient munis les postes de commandement, le CRA de Trois-Ponts ainsi que les officiers de garde aux dispositifs de destruction.  La grande majorité de ces PA possédaient également un téléphone.

## Situation géographique
Ces bâtiments s'étendaient le long des frontières belgo-allemande et belgo-luxembourgeoise, soit tout le long de la frontière est du pays. Le premier poste était situé le long du canal Albert, plus précisément à Lixhe et portait le numéro PA 0. Le dernier, quant à lui, était situé à Athus, commune située le long du tripoint Belgique-France-Luxembourg, et portait le numéro PA 90.  

## Liste des postes
Il est à noter que, contrairement à la nomenclature des postes, il n'y avait pas exactement 90 postes. Les postes sont identifiés par un numéro croissant du nord au sud. Au nord, les postes tenus par le bataillon de cyclistes-frontière du Limbourg sont numérotés de 0 à 32. Ce dernier à la limite entre le secteur des cyclistes-frontière et celui des chasseurs ardennais. Ensuite la numérotation reprend de 51 à 90. Il n'y avait donc pas de poste numéroté de 33 à 50. De plus, certains postes ont été dédoublés : PA 7 bis, PA 25 bis, PA 77 bis (incertain) & PA 78 bis. Il semblerait donc qu'un total de 77 postes aient été construits.
| Nom      | Localité             | Province               | Localisation                              | Organe                     | Garnison                                                                           | Statut                      |
| -------- | -------------------- | ---------------------- | ----------------------------------------- | -------------------------- | ---------------------------------------------------------------------------------- | --------------------------- |
| PA 0     | Lixhe                | Province de Liège      | 50° 45′ 01,9″ N, 5° 40′ 28,1″ E           | 6e Cie du 2e RcyF          |                                                                                    | Démoli                      |
| PA 1     | Visé                 | Province de Liège      | 50° 45′ 04,5″ N, 5° 42′ 27,4″ E           | 6e Cie du 2e RcyF          |                                                                                    | Démoli                      |
| PA 2     | Berneau              | Province de Liège      | 50° 44′ 31,4″ N, 5° 43′ 17″ E             | 5e Cie du 2e RcyF          | Inoccupé (?) ou Sgt. Vivequain                                                     | Démoli                      |
| PA 3     | Berneau              | Province de Liège      | 50° 44′ 27,8″ N, 5° 43′ 50,1″ E           | 5e Cie du 2e RcyF          |                                                                                    | Démoli                      |
| PA 4     | Berneau              | Province de Liège      | 50° 44′ 27,8″ N, 5° 44′ 13,7″ E           | 5e Cie du 2e RcyF          |                                                                                    | Démoli                      |
| PA 5     | Warsage              | Province de Liège      | 50° 44′ 44,6″ N, 5° 45′ 45,6″ E           | 4e Cie du 2e RcyF          | Cap. Doguet                                                                        | Démoli                      |
| PA 6     | Warsage              | Province de Liège      | 50° 44′ 54,1″ N, 5° 46′ 40″ E             | 4e Cie du 2e RcyF          | Cap. Van Leek                                                                      | Démoli                      |
| PA 7     | Fouron-le-Comte      | Province de Limbourg   | 50° 45′ 09,3″ N, 5° 47′ 10,5″ E           | 4e Cie du 2e RcyF          | Cap. Collignon                                                                     | Démoli                      |
| PA 7bis  | Fouron-le-Comte      | Province de Limbourg   | 50° 45′ 04,8″ N, 5° 47′ 30,3″ E           | 4e Cie du 2e RcyF          |                                                                                    | Démoli                      |
| PA 8     | Ulvend               | Province de Limbourg   | 50° 45′ 19,1″ N, 5° 49′ 37,3″ E           | 4e Cie du 2e RcyF          | Cap. Schoolmeesters                                                                | Démoli                      |
| PA 9     | Fouron-Saint-Martin  | Province de Limbourg   | 50° 44′ 41,2″ N, 5° 49′ 58,2″ E           | 3e Cie du 2e RcyF          | Cap. Darge                                                                         | Démoli                      |
| PA 10    | Fouron-Saint-Martin  | Province de Limbourg   | 50° 44′ 28,1″ N, 5° 51′ 26,4″ E           | 3e Cie du 2e RcyF          | Cap. Cartalyne                                                                     | Démoli                      |
| PA 11    | Teuven               | Province de Limbourg   | 50° 45′ 02″ N, 5° 52′ 40″ E               | 3e Cie du 2e RcyF          |                                                                                    | Démoli                      |
| PA 12    | Beusdael             | Province de Limbourg   | 50° 45′ 03,1″ N, 5° 53′ 19,9″ E           | 1er Rcyf                   | Sgt. Bovy ou Burton                                                                | Démoli                      |
| PA 13    | Teuven               | Province de Limbourg   | 50° 44′ 46,2″ N, 5° 53′ 38,2″ E           | 1er Rcyf                   | Sgt. Burton ou Bovy                                                                | Démoli                      |
| PA 14    | Gemmenich            | Province de Liège      | 50° 44′ 49,8″ N, 5° 59′ 57,4″ E           | 1er Rcyf                   | Sgt. Geury                                                                         | Démoli                      |
| PA 15    | Moresnet             | Province de Liège      | 50° 43′ 58″ N, 6° 00′ 21,3″ E             | 1er Rcyf                   | Cap. Dehasse                                                                       | En ruine                    |
| PA 16    | La Calamine          | Province de Liège      | 50° 43′ 18,9″ N, 6° 01′ 35,3″ E           | 2e Cie du 1er Rcyf         | Sgt. Huet                                                                          | Démoli                      |
| PA 17    | La Calamine          | Province de Liège      | 50° 43′ 00,8″ N, 6° 02′ 07,9″ E           | 3e Cie du 1er Rcyf         | Sgt. Jobé                                                                          | Non Démoli                  |
| PA 18    | Hauset               | Province de Liège      | 50° 43′ 00,8″ N, 6° 05′ 28,5″ E           | 5e Cie du 1er Rcyf         |                                                                                    | Non Démoli                  |
| PA 19    | Steinkaul            | Province de Liège      | 50° 42′ 17,6″ N, 6° 06′ 16″ E             | 5e Cie du 1er Rcyf         |                                                                                    | Démoli                      |
| PA 20    | Raeren               | Province de Liège      | 50° 41′ 46,6″ N, 6° 07′ 32,4″ E           | 6e Cie du 1er Rcyf         | Cap. Beauraing, soldats Hermanne, Lambert, Lequet, Sweers                          | Démoli                      |
| PA 21    | Berg                 | Province de Liège      | 50° 40′ 48,2″ N, 6° 08′ 32,9″ E           | 6e Cie du 1er Rcyf         | Cap. Wilbertz, soldats Bragard, Docquier, Grawet, Tasquin                          | Démoli (2006)               |
| PA 22    | Petergensfeld        | Province de Liège      | 50° 39′ 11,2″ N, 6° 10′ 08,6″ E           | 6e Cie du 1er Rcyf         | Sgt. Borgniez, soldats Allard, Illing, Henderickx, Liebrecht                       | Non Démoli                  |
| PA 23    | Raeren               | Province de Liège      | 50° 37′ 53,8″ N, 6° 08′ 10,5″ E           | 6e Cie du 1er Rcyf         | Sgt. Kennes, soldats Charlier, Lambot, Ornelis, Piedboeuf                          | Démoli                      |
| PA 24    | Ternell              | Province de Liège      | 50° 35′ 09,7″ N, 6° 07′ 48,2″ E           | 6e Cie du 1er Rcyf         | Cap. Spiet, soldats Begon, Gillard, Leroy, Warnant                                 | Non démoli                  |
| PA 25    | Sourbrodt            | Province de Liège      | 50° 29′ 40,5″ N, 6° 10′ 32,3″ E           | 5e Cie du 1er Rcyf         | Cap. Devisser, soldats Legros, Penay, Sougné, Wathelet                             | Démoli                      |
| PA 25bis | Sourbrodt            | Province de Liège      | 50° 29′ 42,4″ N, 6° 10′ 12,5″ E           | 1e Cie du 2e RCyf          | Cap. Lecrenier, 4 Cyf : Formans, Belin, 1 génie (car poste de destruction)         | En ruine                    |
| PA 26    | Elsenborn            | Province de Liège      | Pointe Nord d’Elsenborn                   | 5e Cie du 1er Rcyf         |                                                                                    | Démoli                      |
| PA 27    | Elsenborn            | Province de Liège      | Pointe Est d’Elsenborn                    | 5e Cie du 1er Rcyf         |                                                                                    | Démoli                      |
| PA 28    | Rocherath            | Province de Liège      | 50° 27′ 44,1″ N, 6° 17′ 59,2″ E           | Eclaireurs du 5e de ligne  |                                                                                    | En ruine                    |
| PA 29    | Rocherath            | Province de Liège      | 50° 27′ 31,8″ N, 6° 18′ 40,2″ E           | Eclaireurs du 5e de ligne  | 2 barrières.                                                                       | Démoli                      |
| PA 30    | Rocherath            | Province de Liège      | Krinkelter Wald vers Hollerath            | Eclaireurs du 5e de ligne  |                                                                                    | Démoli                      |
| PA 31    | Losheimergraben      | Province de Liège      | 50° 23′ 05,5″ N, 6° 20′ 05,3″ E           | Eclaireurs du 6e de ligne  |                                                                                    | Non Démoli                  |
| PA 32    | Honsfeld             | Province de Liège      | 50° 22′ 44,3″ N, 6° 17′ 09,9″ E           | 28e de ligne               |                                                                                    | Démoli                      |
| PA 51    | Andler               | Province de Liège      | 50° 18′ 37,3″ N, 6° 17′ 10,5″ E           | 3e Rég Chasseurs Ardennais | Inoccupé depuis janvier 40                                                         | Démoli                      |
| PA 52    | Schoenberg           | Province de Liège      | 50° 17′ 21,5″ N, 6° 15′ 55,4″ E           | 3e Rég Chasseurs Ardennais | Inoccupé depuis janvier 40                                                         | Démoli                      |
| PA 53    | Steinebruck          | Province de Liège      | 50° 14′ 31,3″ N, 6° 10′ 57,9″ E           | 3e Rég Chasseurs Ardennais | Inoccupé depuis janvier 40                                                         | Démoli                      |
| PA 54    | Burg-Reuland         | Province de Liège      | 50° 11′ 39,3″ N, 6° 07′ 51,3″ E           | 3e Rég Chasseurs Ardennais | Inoccupé depuis janvier 40                                                         | Démoli (entre 2010 et 2019) |
| PA 55    | Oudler               | Province de Liège      | 50° 11′ 54,9″ N, 6° 05′ 31,7″ E           | 3e Rég Chasseurs Ardennais | Sgt. Collin                                                                        | Démoli                      |
| PA 56    | Deiffelt             | Province de Luxembourg | 50° 11′ 44,6″ N, 6° 00′ 24,8″ E           | 3e Rég Chasseurs Ardennais | Cap. Cosme                                                                         | Démonté                     |
| PA 57    | Gouvy                | Province de Luxembourg | 50° 11′ 19,5″ N, 5° 57′ 20,8″ E           | 3e Rég Chasseurs Ardennais |                                                                                    | Démoli                      |
| PA 58    | Gouvy                | Province de Luxembourg | 50° 11′ 29,8″ N, 5° 57′ 07,2″ E           | 3e Rég Chasseurs Ardennais | Dynamité le 10 mai 1940                                                            | Démoli                      |
| PA 59    | Gouvy                | Province de Luxembourg | 50° 10′ 20,6″ N, 5° 57′ 39,3″ E           | 3e Rég Chasseurs Ardennais | Dynamité le 10 mai 1940                                                            | Démoli                      |
| PA 60    | Limerlé              | Province de Luxembourg | 50° 09′ 37,3″ N, 5° 55′ 23,5″ E           | 3e Rég Chasseurs Ardennais | Dynamité le 10 mai 1940                                                            | Démoli                      |
| PA 61    | Brisy                | Province de Luxembourg | Route de Brisy vers Cetturu               | 3e Rég Chasseurs Ardennais | Dynamité le 10 mai 1940                                                            | Démoli                      |
| PA 62    | Buret                | Province de Luxembourg | 50° 05′ 48,8″ N, 5° 52′ 00,3″ E           |                            |                                                                                    | Non démoli                  |
| PA 63    | Bourcy               | Province de Luxembourg | A gauche dans bois sens Bourcy-Noville    |                            |                                                                                    | Démoli                      |
| PA 64    | Longvilly            | Province de Luxembourg | 50° 01′ 49,6″ N, 5° 51′ 14,3″ E           |                            | Sgt Lépinois.                                                                      | Non démoli                  |
| PA 65    | Benonchamps          | Province de Luxembourg | 50° 00′ 03″ N, 5° 48′ 38,4″ E             |                            |                                                                                    | Démoli                      |
| PA 66    | Bras                 | Province de Luxembourg | 49° 59′ 07,4″ N, 5° 49′ 31,6″ E           |                            |                                                                                    | Démoli en 1954              |
| PA 67    | Lutremange           | Province de Luxembourg | 49° 56′ 27,3″ N, 5° 46′ 18,7″ E           |                            | Mdl Materne, sdts Gierens, Zevenne, Gillet, Moreaux, Fraselle                      | Démoli                      |
| PA 68    | Villers-la-bonne-eau | Province de Luxembourg | Route vers Surré/Harlange                 |                            | Mdl Mazet, sdts Blerot, Bignasse, Cornet, Guillaume, Mayon, Klaurens, Gerardy      | Démoli                      |
| PA 69    | Chaumont             | Province de Luxembourg | Niveau N4, bois de melch                  |                            | Sgt Reuter                                                                         | Démoli                      |
| PA 70    | Tintange             | Province de Luxembourg | 49° 52′ 55,1″ N, 5° 45′ 02,6″ E           |                            |                                                                                    | Démoli                      |
| PA 71    | Warnach              | Province de Luxembourg | 49° 51′ 52″ N, 5° 43′ 02,1″ E             |                            | Cap Doucet, sdt Schilb.                                                            | Démoli                      |
| PA 72    | Martelange           | Province de Luxembourg | 49° 50′ 01,3″ N, 5° 44′ 18″ E             |                            | gros modèle, avec local de garde                                                   | Démoli                      |
| PA 73    | La Folie             | Province de Luxembourg | entre le café et le virage                |                            | Cap. Lambert, soldats Jacquet, Putz                                                | Démoli                      |
| PA 74    | Grendel              | Province de Luxembourg | 49° 45′ 16,2″ N, 5° 48′ 24,8″ E           |                            | Dynamité le 10 mai 1940                                                            | Démoli                      |
| PA 75    | Tontelange           | Province de Luxembourg | 49° 43′ 40,8″ N, 5° 48′ 19,2″ E           | 6e Cie du 1er Rgt ChAr     | Dynamité le 10 mai 1940                                                            | Démoli                      |
| PA 76    | Attert               | Province de Luxembourg | 49° 43′ 14,4″ N, 5° 47′ 58,7″ E           |                            | Sdt R.Mergen. Dynamité le 10 mai 1940                                              | En ruine                    |
| PA 77    | Bonnert              | Province de Luxembourg | 49° 42′ 55″ N, 5° 49′ 30″ E               |                            | Dynamité le 10 mai 1940                                                            | En ruine                    |
| PA 77bis | Tontelange           | Province de Luxembourg | 49° 43′ 40,9″ N, 5° 49′ 27,8″ E           |                            | Poste de destruction seulement ?                                                   | Démoli                      |
| PA 78    | Bonnert              | Province de Luxembourg | 49° 42′ 39,8″ N, 5° 50′ 11,2″ E           |                            |                                                                                    | Non démoli                  |
| PA 78bis | Bonnert              | Province de Luxembourg | 49° 42′ 22,8″ N, 5° 49′ 55,7″ E           |                            |                                                                                    | Démoli                      |
| PA 79    | Arlon                | Province de Luxembourg | 49° 41′ 48″ N, 5° 51′ 32,2″ E             |                            | Inoccupé depuis le 6 mars 40, bâtiment remis le 12.07.1939                         | Non démoli                  |
| PA 80    | Arlon                | Province de Luxembourg | 49° 40′ 06,4″ N, 5° 49′ 51,2″ E           |                            | Inoccupé depuis le 6 mars 40                                                       | Démoli                      |
| PA 81    | Steinfort            | Province de Luxembourg | 49° 39′ 31,1″ N, 5° 54′ 06,1″ E           |                            | Inoccupé depuis le 6 mars 40                                                       | Démoli                      |
| PA 82    | Sterpenich           | Province de Luxembourg | 49° 38′ 48,4″ N, 5° 53′ 41,5″ E           |                            | Sdt Fouss, Koob, Glasener, Mertens, Pastouret, Peter. Inoccupé depuis le 6 mars 40 | Démoli (2014)               |
| PA 83    | Autelhaut            | Province de Luxembourg | 49° 39′ 06,3″ N, 5° 50′ 40,6″ E           |                            |                                                                                    | Démoli                      |
| PA 84    | Hondelange           | Province de Luxembourg | 49° 38′ 16″ N, 5° 50′ 27,6″ E             |                            | Dynamité le 10 mai 1940                                                            | Démoli                      |
| PA 85    | Selange              | Province de Luxembourg | Rue du Bois vers Hondelange               |                            | Dynamité le 10 mai 1940                                                            | Démoli                      |
| PA 86    | Selange              | Province de Luxembourg | Rue de la Klaus vers Turpange             |                            | Dynamité le 10 mai 1940                                                            | Démoli                      |
| PA 87    | Selange              | Province de Luxembourg | Rue Reichel vers Messancy                 |                            | Dynamité le 10 mai 1940                                                            | Démoli                      |
| PA 88    | Messancy             | Province de Luxembourg | Près du lieu-dit de l'arbre de la liberté |                            |                                                                                    | Démoli                      |
| PA 89    | Messancy             | Province de Luxembourg | 49° 34′ 44″ N, 5° 49′ 46,9″ E             |                            |                                                                                    | Non démoli                  |
| PA 90    | Athus                | Province de Luxembourg | 49° 33′ 39″ N, 5° 50′ 36,5″ E             |                            | Avenue du Luxembourg, face à l'ancien poste de douane.                             | Démoli                      |